# Іванівка (селище, Барвінківська міська громада)
Іванівка — селище в Україні, у Барвінківській міській громаді Ізюмського району Харківської області. Населення становить 823 осіб. До 2020 орган місцевого самоврядування — Іванівська Друга сільська рада.

## Географія
Селище Іванівка знаходиться на північному заході району на початку Балки Копані, по якій тече пересихаючий струмок на якому зроблено кілька загат. Струмок через 9 км впадає в річку Берека. У селищі бере початок Балка Глибока. На відстані 1 км знаходиться село Червона Балка.
Відстань від райцентру різними шляхами 45,60 км.

## Історія
В селищі працює загальноосвітня І — III ступенів школа, де навчається 266 учнів і трудиться 21 вчитель, є музична школа, медична амбулаторія, ФАП, дитячий садок, що обслуговуються висококласними спеціалістами. Збережено торговельну інфраструктуру, громадське харчування. За останнє десятиріччя набула розвитку місцева харчова переробна промисловість: працюють борошномельний і маслопереробний цехи, крупорушка, олійниця, пекарня та ін.
У січні 2018 року 57 Pipistrellus kuhlii привезли в харківський Центр реабілітації кажанів. Їх виявили під час установки склопакетів в школі в селищі Іванівка.
12 червня 2020 року, відповідно до Розпорядження Кабінету Міністрів України  № 725-р «Про визначення адміністративних центрів та затвердження територій територіальних громад Харківської області», увійшло до складу Барвінківської міської територіальної громади.
19 липня 2020 року, в результаті адміністративно-територіальної реформи та ліквідації Барвінківського району, селище увійшло до складу Ізюмського району.

## Пам'ятки
- Ентомологічний заказник місцевого значення «Красногірський». Заповідна ділянка розміщена на схилах степової балки південної експозиції. Рослинний покрив утворює асоціації чагарникових (з карагани чагарникової, терену) і ковильно-різнотравних степів за участю видів ковили, типчаку, моренки рожевої, волошки східної, оману жорсткого, видів щавелю, зопнику, астрагалу. В заказнику мешкають більше 20 видів бджолиних: антофори, меліти, евцери, андрени, галікти, джмелі степові та ін. Серед них — представники Червоної книги України — рофітоідес сірий, мелітурга булавовуса, джміль вірменський[4]